# Cravaté gantois
Le cravaté gantois (ghentse meeuw en flamand) est une race de pigeon domestique originaire de Belgique. Il est classé dans la catégorie des pigeons cravatés.

## Histoire
Le cravaté gantois est issu de sélections à partir du smerle de Flandre (présentant un bouclier coloré) vers 1950, dans la région de Gand. Son standard est fixé en 1960. Cette race s'est largement répandue en Europe comme oiseau d'ornement. En Belgique, il est plus répandu en Wallonie, qu'en Flandre.

## Description
Il s'agit d'un pigeon de taille moyenne (400 grammes), fort robuste au cou très puissant, toujours à plumage blanc et plutôt court sur pattes. Il montre un dos incliné et une poitrine puissante. Il présente une petite huppe à l'arrière de la tête, et une cravate de plumes (jabot) sur la gorge, relativement courte. Son bec est tout petit. Ses pattes sont glabres.